# Kościół Trójcy Świętej w Witebsku
Kościół Najświętszej Trójcy w Witebsku (farny) – nieistniejący kościół Mariawitek znajdujący się na Zamku Dolnym w Witebsku.
Został wybudowany w 1749 roku, obok cerkwi Zwiastowania Bogurodzicy. Funkcjonował do 1. poł. XIX w. W 2. poł. XIX w. został przebudowany przez rosyjskie władze, a następnie wyburzony przez bolszewików w latach 50. XX wieku.

## Historia
Murowany kościół został zbudowany jako parafialny w 1749 roku, przy nim znajdowała się drewniana plebania. Później należał do zakonu Mariawitek. 
Po stłumieniu powstania listopadowego, w latach 1842-1844, władze rosyjskie zamknęły kościół z powodu jego bliskiego położenia względem cerkwi Zwiastowania. Wkrótce świątynię przebudowano (rozebrano wieże).
W latach 1862-1903 w dawnym kościele mieściło się witebskie centralne archiwum akt dawnych, archiwum rady guberni oraz archiwum kancelarii generał-gubernatora. 
Kościół ucierpiał podczas II wojny światowej. Pod koniec lat 50., na pocz. 60. XX wieku budynek zburzyły władze sowieckie.

## Architektura
Kościół był pomnikiem architektury baroku wileńskiego. Była to 2-wieżowa, trójnawowa bazylika. Fasada główna była podzielona pilastrami i gzymsami na trzy kondygnacje i pięć przęseł. Po obu stronach frontonu wznosiły się pięciokondygnacyjne wieże. 

## Galeria

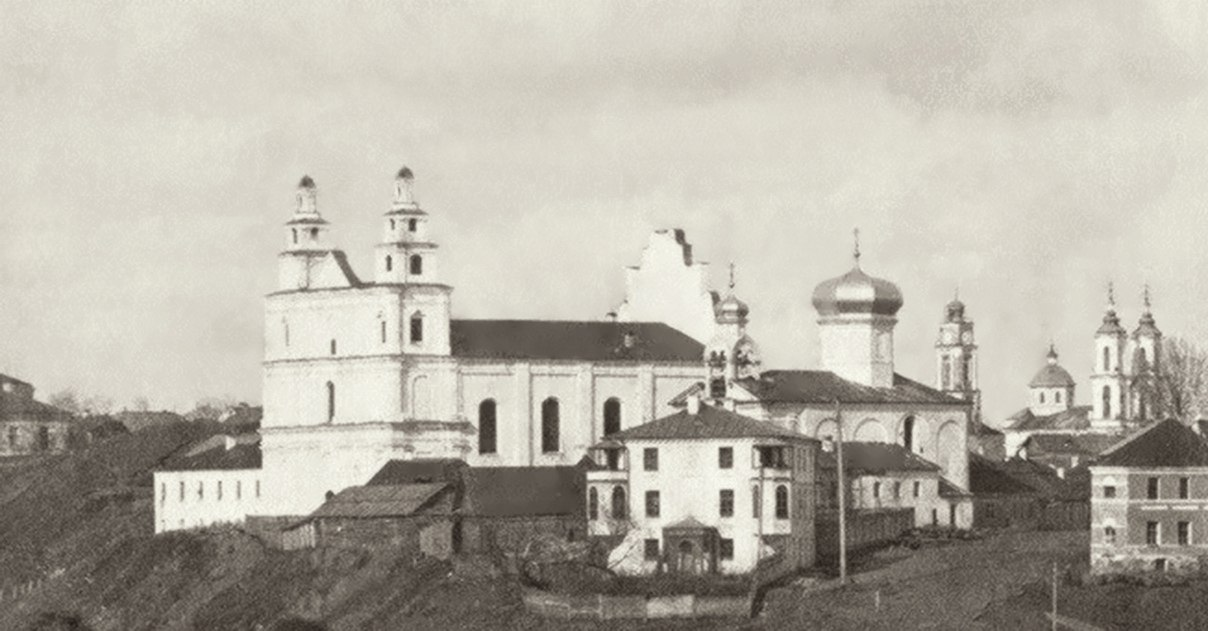
Kościół farny i cerkiew Zwiastowania w 1867 roku
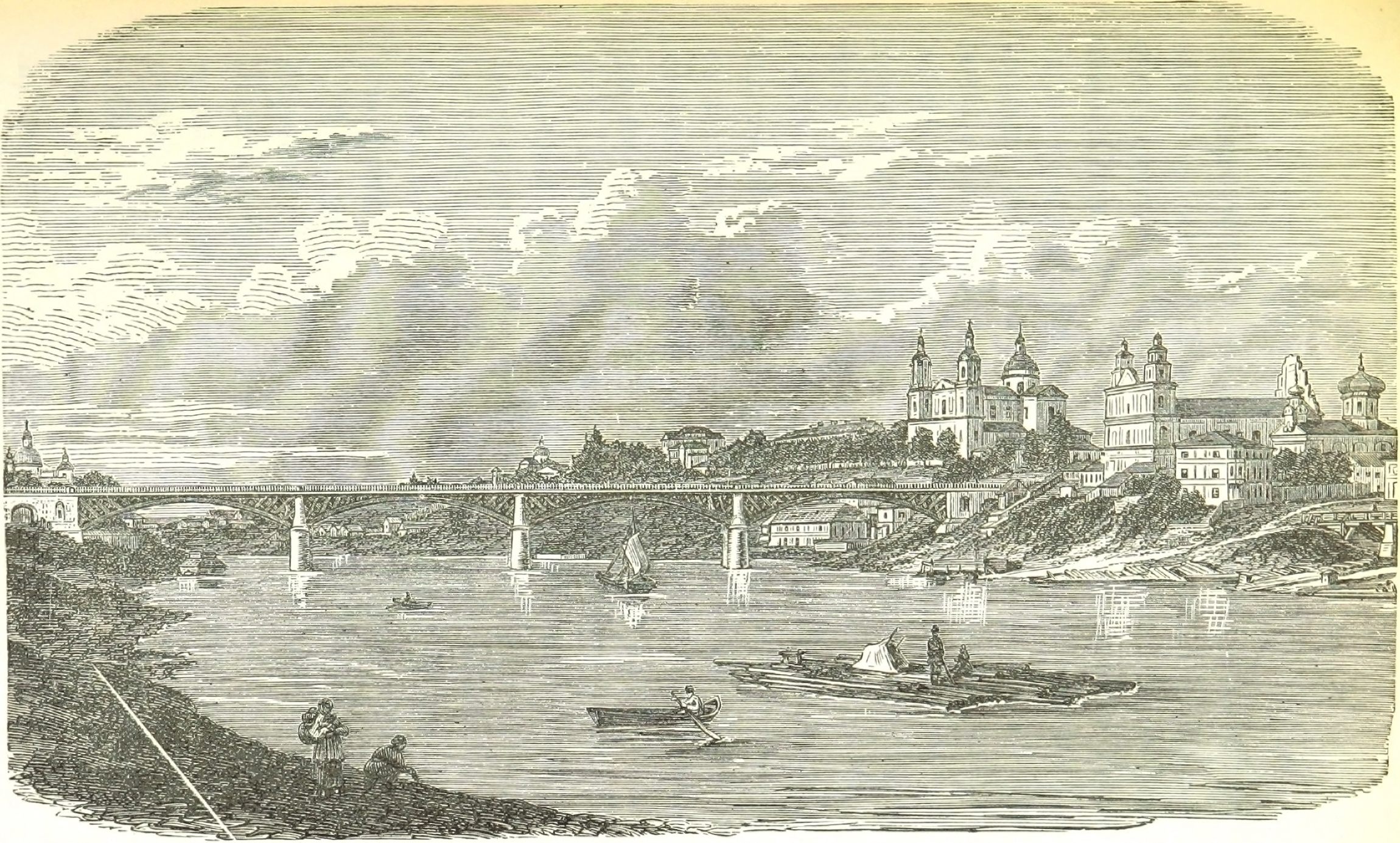
Kościół w 1868 roku
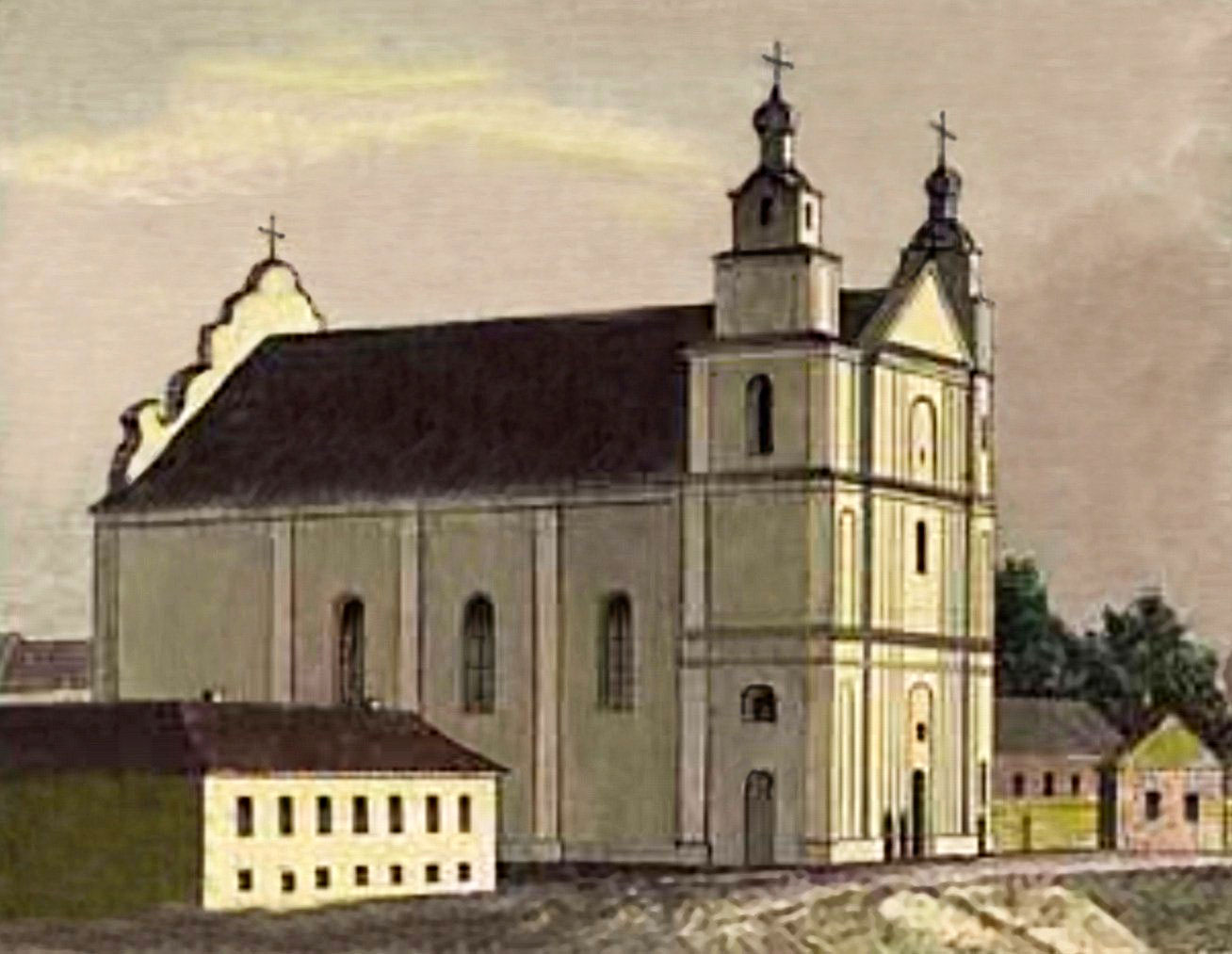
Kościół na rysunku Władysława Bojarskiego w 1873 roku
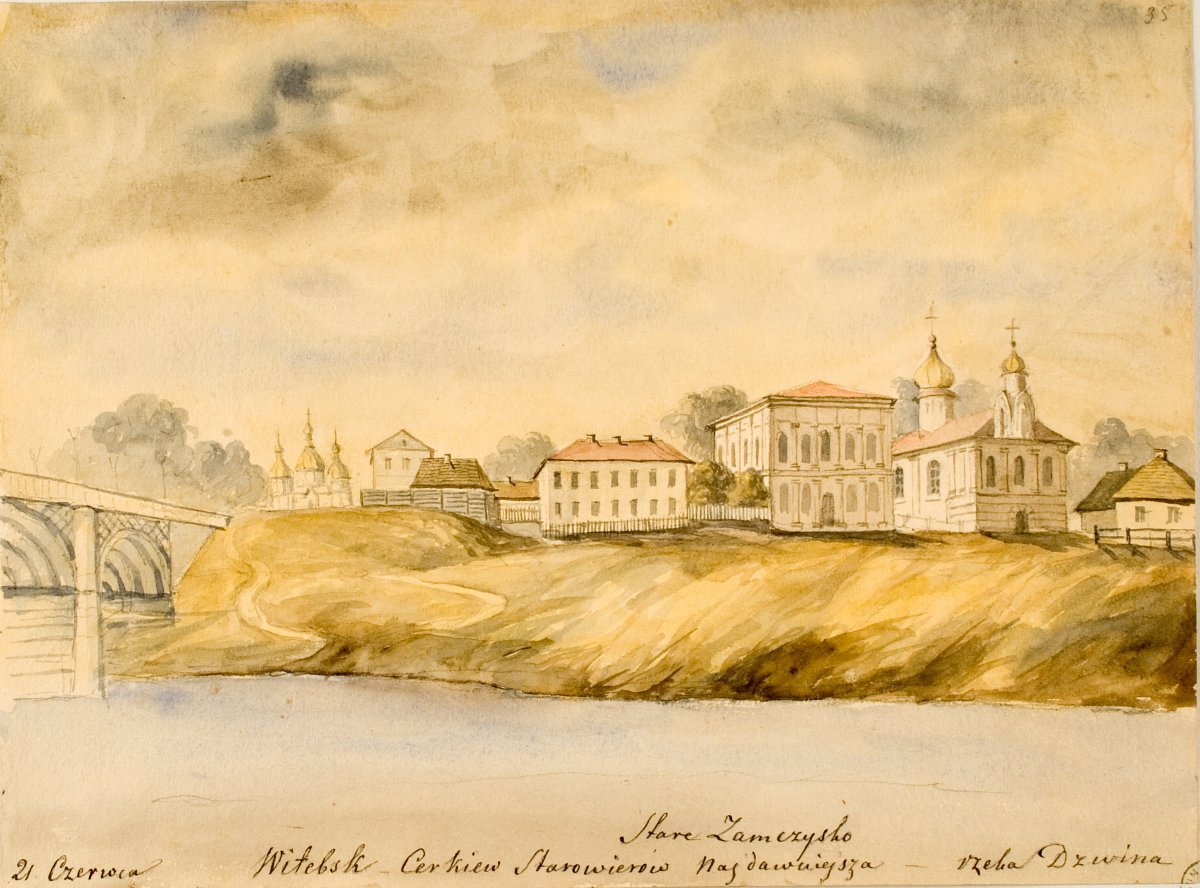
Kościół po przebudowie na obrazie Napoleona Ordy w 1875 roku
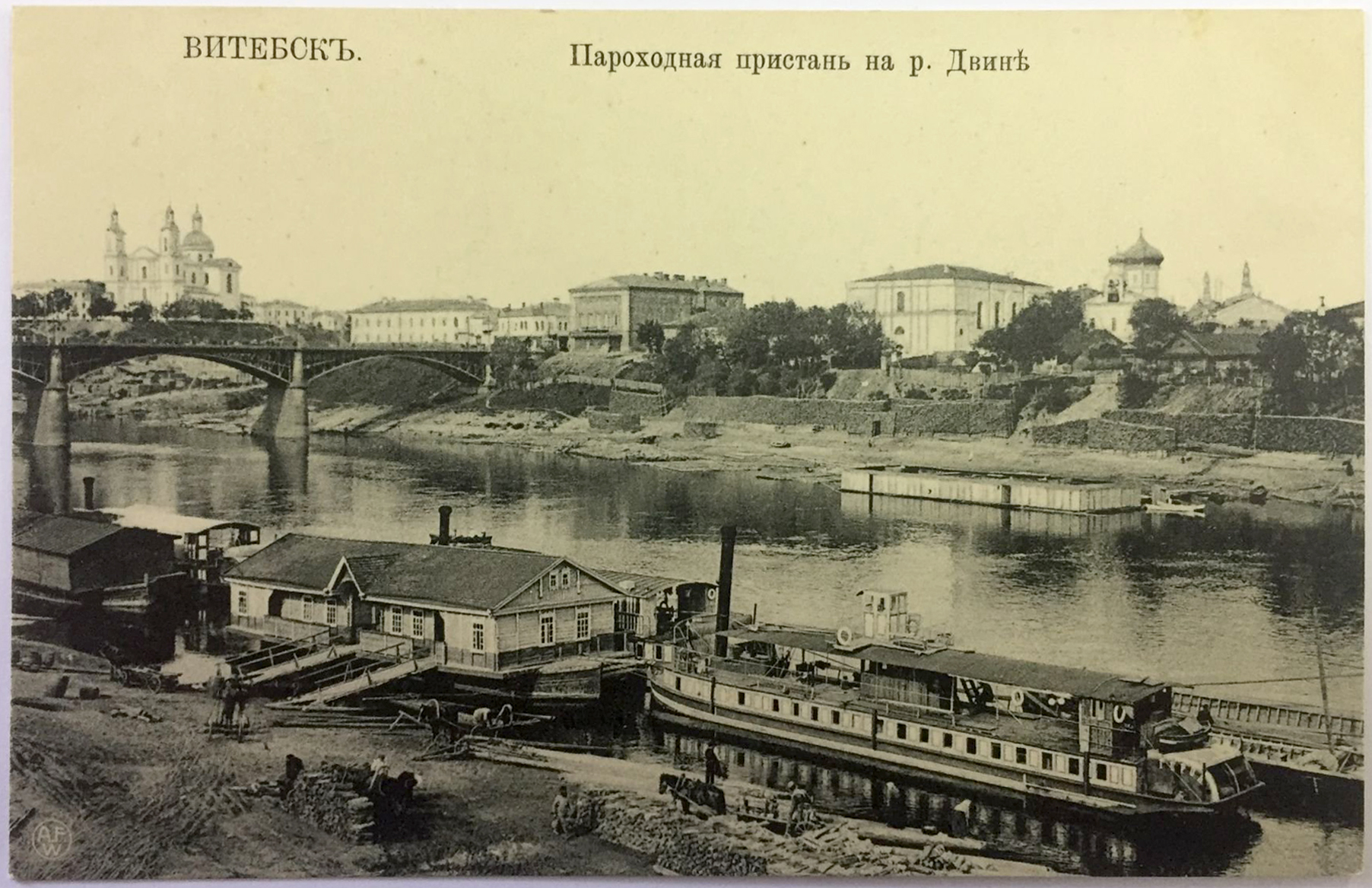
Kościół na pocz. XX wieku